# Dippin’
Dippin’ – album studyjny amerykańskiego saksofonisty jazzowego Hanka Mobleya, nagrany w 1965, a wydany po raz pierwszy w 1966 roku z numerem katalogowym BLP 4209 i BST 84209 nakładem Blue Note Records.

## Powstanie
Materiał na płytę został zarejestrowany 18 czerwca 1965 roku przez Rudy’ego Van Geldera w należącym do niego studiu (Van Gelder Studio) w Englewood Cliffs w stanie New Jersey. Utwory wykonali: Hank Mobley (saksofon tenorowy), Lee Morgan (trąbka), Harold Mabern Jr. (fortepian), Larry Ridley (kontrabas), Billy Higgins (perkusja). Produkcją albumu zajął się Alfred Lion.

## Lista utworów
Opracowano na podstawie materiału źródłowego.
Wydanie LP
Strona A
| Nr | Tytuł utworu        | Muzyka          | Długość |
| -- | ------------------- | --------------- | ------- |
| 1. | „The Dip”           | Hank Mobley     | 7:57    |
| 2. | „Recado Boss Nova”  | Djalma Ferreira | 8:11    |
| 3. | „The Break Through” | Mobley          | 5:52    |
|    |                     |                 | 22:00   |

Strona B
| Nr | Tytuł utworu                | Muzyka          | Długość |
| -- | --------------------------- | --------------- | ------- |
| 1. | „The Vamp”                  | Mobley          | 8:21    |
| 2. | „I See Your Face Before Me” | Arthur Schwartz | 5:29    |
| 3. | „Ballin’”                   | Mobley          | 6:47    |
|    |                             |                 | 20:37   |

## Twórcy
Opracowano na podstawie materiału źródłowego.
Muzycy:
- Hank Mobley – saksofon tenorowy
- Lee Morgan – trąbka
- Harold Mabern Jr. – fortepian
- Larry Ridley – kontrabas
- Billy Higgins – perkusja

Produkcja:
- Alfred Lion – produkcja muzyczna
- Rudy Van Gelder – inżynieria dźwięku
- Reid Miles – projekt okładki
- Francis Wolff – fotografia na okładce
- Ira Gitler – liner notes